# Рикардо Дарин
Рикардо Алберто Дарин (шп. Ricardo Alberto Darín, Буенос Ајрес, 16. јануара 1957) аргентински је глумац. Сматрају га једним од најбољих и најплоднијих глумаца аргентинске кинематографије.